# Рождество (Владимирская область)
Рождество — деревня в Петушинском районе Владимирской области России, входит в состав Петушинского сельского поселения.

## География
Деревня расположена на берегу реки Большая Липня в 23 км на север от райцентра города Петушки.

## История
По данным на 1860 год часть сельца Рождество принадлежала Сергею Павловичу Шипову.
В конце XIX — начале XX века деревня входила в состав Жаровской волости Покровского уезда Владимирской губернии, с 1921 года — в составе Орехово-Зуевского уезда Московской губернии, с 1924 года — в составе Воспушенской волости. В 1859 году в деревне числилось 45 дворов, в 1905 году — 76 дворов, в 1926 году — 95 дворов.
С 1929 года деревня являлась центром Рождественского сельсовета Петушинского района Московской области, с 1939 года — в составе Воспушкинского сельсовета, с 1944 года — в составе Владимирской области, с 2005 года — в составе Петушинского сельского поселения.

## Население
| 1859 | 1905 | 1926 | 2002 | 2010 | 2021 |
| ---- | ---- | ---- | ---- | ---- | ---- |
| 288  | ↗401 | ↘399 | ↘2   | ↗53  | ↘23  |